# La Fille de Vercingétorix
La Fille de Vercingétorix est le trente-huitième album de la bande dessinée Astérix, publié le 24 octobre 2019, scénarisé par Jean-Yves Ferri et dessiné par Didier Conrad.
Sa sortie correspond, à quelques jours près, au 60e anniversaire de la création, le 29 octobre 1959, des aventures d'Astérix.

## Résumé
Deux chefs arvernes, Ipocalorix et Monolitix, vétérans ayant combattu au siège d'Alésia, arrivent au village gaulois chez Abraracourcix, avec une mystérieuse adolescente : Adrénaline, fille de Vercingétorix, qui la leur a confiée : depuis la défaite, ils escortent et protègent la jeune fille. Or un traître gaulois à la solde des Romains, Adictosérix, recherche la jeune fille pour l'amener à Jules César, qui veut l'élever « à la romaine ». Ipocalorix et Monolitix viennent donc la confier aux irréductibles Gaulois, chez qui elle sera en sécurité, le temps de trouver un navire pour l'emmener à Londinium en Bretagne, et d'organiser la résistance avec les anciens combattants du FARC (Front Arverne de Résistanche Checrète). Ils expliquent qu'elle porte autour du cou, comme symbole de la résistance, le torque que son père lui a confié.
Les deux Arvernes partent pour la Bretagne. Mais le traître Adictosérix les a espionnés, et se rend au camp romain de Babaorum pour en informer le centurion, puis à Gésocribate pour prévenir la flotte romaine afin d'empêcher la fuite d'Adrénaline.
Or c'est une jeune fille de son temps, moderne, capricieuse et même fugueuse. Abraracourcix demande donc à Astérix et Obélix de veiller sur elle. Bonemine l'emmène au marché du village, où elle fait la connaissance de jeunes de son âge : Blinix, apprenti poissonnier chez son père Ordralphabétix, son petit frère Surimix, et Selfix, apprenti forgeron chez son père Cétautomatix. Bien que surveillée, tant bien que mal, par Astérix et Obélix, elle projette une fugue nocturne, avec l'aide de Blinix et Selfix : elle rêve de s'enfuir vers une île lointaine où les Romains ne pourront pas la retrouver. Mais Adictosérix, ayant retrouvé sa trace et entendu son projet d'évasion, tente de la capturer avec les Romains. Entretemps, les pirates en panne de vent au large du village, décident d'aller faire le plein d'eau douce en forêt, de nuit, pour éviter de rencontrer leurs éternels ennemis gaulois.
La nuit tombée, Adrénaline réussit sa fugue, grâce à Blinix, Selfix et Surimix qui détournent l'attention du garde Simplebasix, et s'enfuit dans la forêt. Tout le village se lance à sa recherche ; Blinix et Selfix avouent l'avoir aidée à s'enfuir. Après être tombée sur Adictosérix et s'être enfuie à nouveau, Adrénaline rencontre les pirates dans la forêt. Elle s'enfuit avec eux sur leur bateau ; Adictosérix rattrape à la nage le navire.
Grâce aux informations fournies par Selfix et Blinix, Astérix et Obélix embarquent avec eux sur le bateau d'Agecanonix pour rejoindre le bateau des pirates. Pendant ce temps, les Arvernes Ipocalorix et Monolitix, accompagnés des guerriers du FARC, ont réussi à trouver une embarcation appartenant à un jeune capitaine gaulois, Letitbix, qui rêve de paix et d'aventures exotiques.
Sur le bateau pirate, qui vient de piller le navire du marchand phénicien Épidemaïs, Adictosérix, armé d'un arc, est vite neutralisé et assommé par Adrénaline, montée en haut du mât de la vigie Baba. Astérix et Obélix montent à bord du navire en laissant Blinix, Selfix et Idéfix sur la barque. Adrénaline a décidé de naviguer en direction de l'île mythique Thulé avec les pirates (bien que le capitaine considère cette décision comme une mutinerie).
Un navire romain, mené par le centurion Strictosensus accompagné de son jeune fils adoptif goth Ludwikamadéus, arrive pour intercepter la fuite en Bretagne d'Adrénaline. Astérix et Obélix prennent le dessus, mais durant la bataille, Adictosérix prend en otage Adrénaline en haut du mât. Obélix abat le mât, les faisant tomber à la mer. Blinix et Selfix récupèrent la jeune fille et mettent en déroute Adictosérix, qui s'enfuit à la nage vers la côte, poursuivi par un requin. Mais dans la bagarre, le précieux torque de Vercingétorix au cou d'Adrélanine est tombé au fond de la mer. Les Gaulois retournent au village, pendant que le navire pirate coule une fois de plus, à cause de la voie d'eau due à l'arrachage du mât.
Au village, Ipocalorix et Monolitix sont de retour avec les résistants du FARC. Adrénaline leur annonce que le torque qui devait servir de signe de ralliement est perdu et qu'elle ne veut plus les suivre dans leur combat. Les Arvernes se font une raison, d'autant qu'ils ont trouvé un nouveau signe de ralliement : le casque cérémoniel de Vercingétorix, qui avait été donné en récompense à l'un d'entre eux.
Adrénaline sympathise avec le jeune capitaine Letitbix, et décide de l'accompagner dans son voyage vers des îles merveilleuses. Elle fait ses adieux émus aux Arvernes et au village qui est, selon elle, le véritable héritier de Vercingétorix. La jeune fille et Letitbix aborderont des îles lointaines, voyageant avec plusieurs enfants adoptés sur divers continents. Pendant ce temps, les Gaulois et les Arvernes du FARC fêtent leur bonheur par un banquet.

## Personnages principaux
- Les habitants du village gaulois, dont :
  - Astérix, guerrier,
  - Obélix, livreur de menhir,
  - Idéfix, chien d'Obélix,
  - Agecanonix, vieillard,
  - Abraracourcix, chef du village,
  - Bonemine, épouse d'Abraracourcix,
  - Panoramix, druide,
  - épouse d'Agecanonix,
  - épouse de Cétautomatix,
  - Iélosubmarine, poissonnière, épouse d'Ordralphabétix,
  - Ordralphabétix, poissonnier,
  - Blinix, fils adolescent d'Ordralphabétix et de Iélosubmarine, apprenti poissonnier,
  - Surimix, fils d'Ordralphabétix et de Iélosubmarine, petit frère de Blinix,
  - Selfix, fils adolescent de Cétautomatix, apprenti forgeron,
  - Cétautomatix, forgeron,
  - Simplebasix, garde de l'entrée du village,
  - Assurancetourix, barde ;
- Adrénaline, fille adolescente de Vercingétorix ;
- Monolitix, chef arverne ayant élevé Adrénaline ;
- Ipocalorix, chef arverne ayant élevé Adrénaline ;
- Vercingétorix, chef des Gaulois ;
- Jules César, imperator romain ;
- Adictosérix, pisteur biturige, traître à la solde de César ;
- centurion romain du camp de Babaorum ;
- Nosfératus, cheval d'Adictosérix ;
- Les pirates, dont :
  - Barbe-Rouge, chef des pirates,
  - Triple-Patte, pirate unijambiste disant des citations latines,
  - Baba, vigie des pirates,
  - un pirate ressemblant à Charles Aznavour ;
- Strictosensus, capitaine de galère romaine ;
- Ludwikamadéus, fils adoptif goth adolescent de Strictosensus ;
- Ocunexcus, second de Strictosensus ;
- Letitbix, jeune capitaine de bateau ;
- Épidemaïs, marchand phénicien, et son équipage ;
- guerriers du FARC, dont Disléxix ;
- Brutus, fils adoptif de César ;
- enfants d'Adrénaline et de Letitbix, dont Dopamine.

## Analyse

### Genèse de l'album

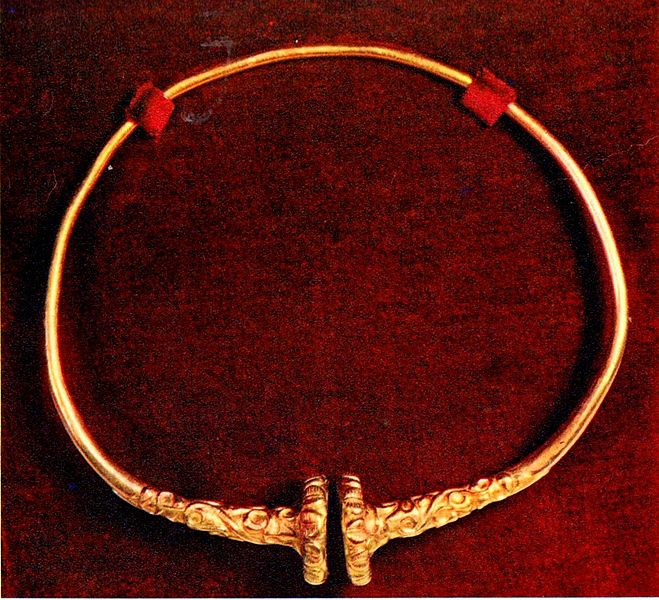
torque gaulois découvert en Italie.

L'invention par le scénariste d'un torque celtique prétendument découvert en 2016 au large de la Bretagne serait à la base de l'intrigue. Sur cette sorte de collier gaulois, daté des environs de 49 av. J.-C, se trouverait gravée l'inscription Rigos Duxtir, signifiant en langue celte « la fille du roi ». Accentuant l'humour de cette pseudo-découverte scientifique, Jean-Yves Ferri l'a attribuée à un professeur, un certain Évariste Contenssieux, de l'Université libre de Quaibec (Saône-et-Loire) lors de la conférence de presse organisée le 10 avril 2019 pour annoncer le futur album. Il s'agissait d'un prétexte à l'invention d'une descendance pour le chef gaulois Vercingétorix, même si les mots de l'inscription Rigos Duxtir sont attestés avec ce sens dans la langue celtique.

### Scénario
Les adolescents et les enfants sont à l'honneur dans cet album : Adrénaline, Blinix, Selfix, Ludwikamadéus, Letitbix, ainsi que le petit Surimix, les autres jeunes du village gaulois, et les (futurs) enfants d'Adrénaline et Letitbix, dont Dopamine ; on retrouve même Brutus (sous les traits de Tony Curtis), le fils de Jules César, qu'on n'avait pas revu depuis Le Fils d'Astérix. Tous sont concernés par la crise d'adolescence, les conflits générationnels, et le thème de la transmission : Adrénaline préférera suivre sa propre voie, différente de celle de son père Vercingétorix, tandis que Blinix et Selfix, apprentis poissonnier et forgeron, finiront par échanger leurs orientations professionnelles sans suivre les traces de leurs pères respectifs Ordralphabétix et Cétautomatix.
Une grande partie de l'intrigue se déroule sur le navire des pirates au large du village. Jules César, son fils Brutus, ainsi que le traître Adictosérix (Gaulois collaborateur des Romains) et quelques soldats romains (tentant d'être discrets pour ne pas recevoir les baffes d'Obélix) sont aussi présents dans l'album,.

### Personnages et références culturelles

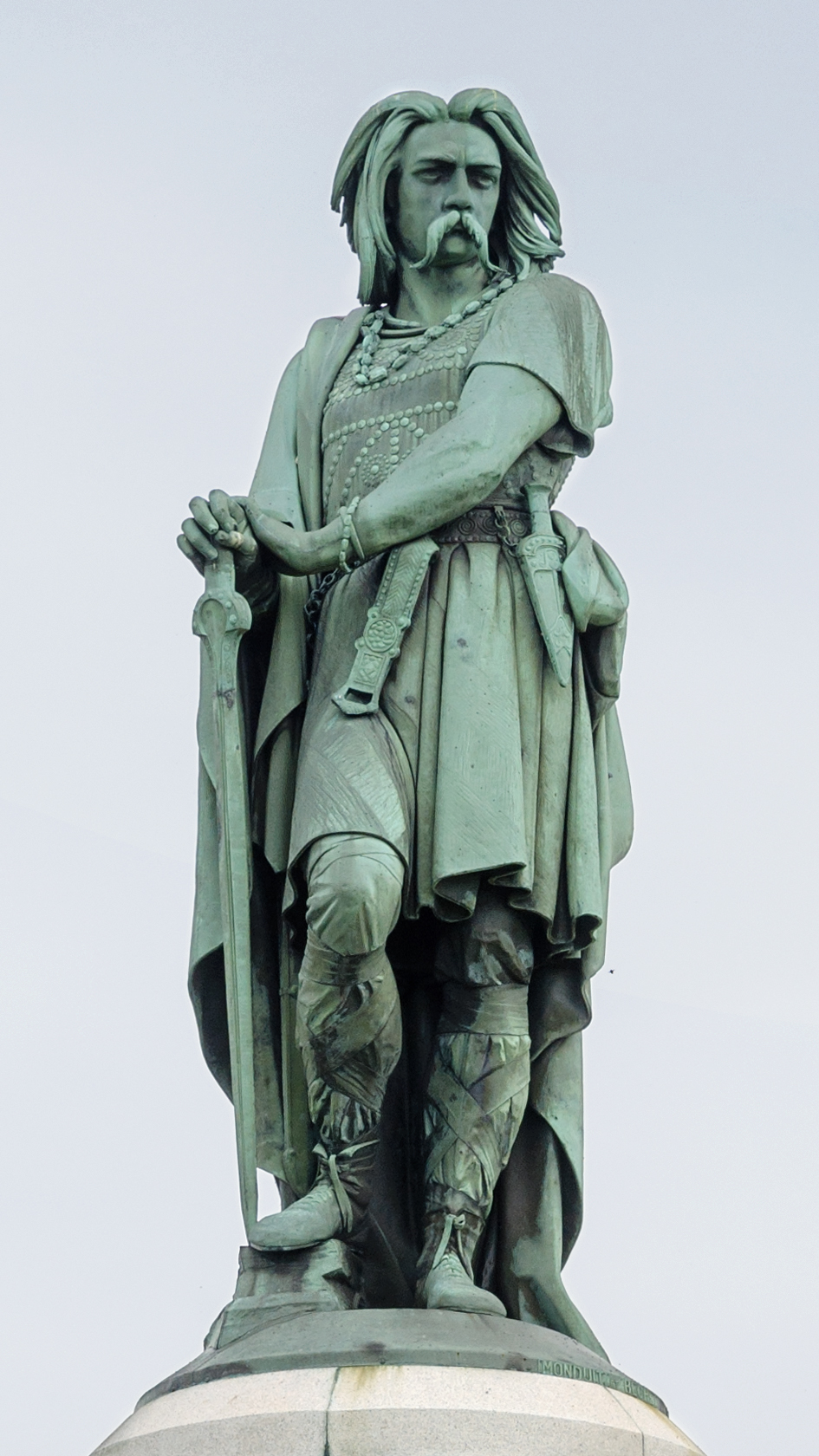
Statue de Vercingétorix sur le site du siège d'Alésia à Alise-Sainte-Reine en Bourgogne.

Vercingétorix jette ses armes aux pieds de César, de Lionel Royer, 1899.

#### Adrénaline
Adrénaline, une jeune fille présentée comme la fille du grand chef gaulois Vercingétorix, vaincu à Alésia, est le personnage central. On ignore évidemment si le vrai Vercingétorix a eu des enfants et des descendants. Adrénaline est un personnage fictif, et les auteurs justifient son existence et sa disparition de l'Histoire par le fait qu'elle a préféré vivre dans des îles lointaines.
Adrénaline semble suivre la mode gothique dans sa tenue vestimentaire.
Malgré une supposée ressemblance avec l'activiste Greta Thunberg évoquée dans la presse, les auteurs expliquent qu'il s'agit d'une simple coïncidence : le dessinateur Didier Conrad explique même s'être inspiré de sa propre fille pour créer ce personnage.

#### Monolitix et Ipocalorix
Les deux chefs arvernes Monolitix et Ipocalorix font partie du FARC (Front Arverne de Résistanche Checrète), un groupe de résistants en référence aux FARC (Forces Armées Révolutionnaires de Colombie), groupe révolutionnaire colombien. Leur cri de ralliement est : « Forts comme l'auroch ! Discrets comme la taupe ! ». Ils semblent connaître le vieux Agecanonix, vétéran de la guerre.
Ayant élevé ensemble Adrénaline, Monolitix et Ipocalorix constituent une sorte de famille homoparentale : Adrénaline les désigne comme « mes deux papas arvernes » (planche 14), et les deux Arvernes la considèrent comme leur fille (« Chois bien chage, Adrénaline ! Tes papas reviennent ! », planche 3). Lorsqu'elle part avec Letitbix, ils s'interrogent sur l'éducation qu'ils lui ont donnée (planches 40-41) et sont émus de la voir s'en aller (« Booouuuhh… Elle ne fuguera pluuuus… », planche 43).
Les silhouettes des deux résistants arvernes évoquent celles de Winston Churchill et de Charles de Gaulle, sans pour autant en être des caricatures.

#### Autres personnages
On a déjà croisé des enfants d'Ordralphabétix et de Cétautomatix dans certains albums précédents (Astérix en Corse, Le Grand Fossé, La Rose et le Glaive, L'Anniversaire d'Astérix et Obélix - Le Livre d'or) : il s'agissait peut-être de Blinix, Surimix et/ou Selfix.
Le traître pisteur Adictosérix semble être une vague caricature de Gérard Depardieu : ce dernier est natif de Châteauroux, or Adictosérix est présenté comme un Biturige (Berrichon) ; mais Didier Conrad dément ce rapprochement.
Simplebasix, le garde de l'entrée du village, porte un casque à visière réalisé par Selfix qui l'appelle « casquette », ce qui fait doublement penser au rappeur Orelsan, qui porte sa casquette à l'envers et est l'interprète de la chanson Basique, dont les paroles contiennent « Simple, basique ».
Sur la galère romaine, c'est un jeune Goth, fils adoptif du capitaine romain Strictosensus, qui donne la cadence aux rameurs en frappant frénétiquement sur un tambour (planches 22, 33 et 36) : il se prénomme Ludwikamadéus, double allusion aux prénoms des compositeurs Ludwig van Beethoven et Wolfgang Amadeus Mozart. Le titre Boing Boom Tschak du groupe allemand Kraftwerk (album Electric Café, 1986) est évoqué dans une case (planche 22) par les onomatopées[réf. nécessaire].
Le nom de Letitbix est un jeu de mots sur Let It Be, chanson des Beatles sortie en 1970. De plus, il dit « vous pouvez dire que je suis un rêveur », traduction des paroles de la chanson Imagine (« You may say I'm a dreamer ») de John Lennon. Ce personnage est également une référence à Jehan Pistolet, personnage de BD créé dans les années 1950 par René Goscinny et Albert Uderzo, bien avant la création d'Astérix.
L'un des pirates est une caricature du chanteur Charles Aznavour, et les paroles qu'il prononce évoquent à chaque fois des titres du chanteur (La Bohème, For me formidable, Emmenez-moi, Je m'voyais déjà). On le retrouvera dans l'album suivant, Astérix et le Griffon.
C'est la première fois dans Astérix qu'un cheval porte un nom : Nosfératus, cheval d'Adictosérix[réf. nécessaire].

### Chansons parodiées
- Car il était gaiiiii comme un Phénicien…, chanté par un pirate ivre, parodiant Une femme avec toi de Nicole Croisille.
- Phéniciiie aussi…, chanté par un pirate ivre, parodiant Félicie aussi de Fernandel.
- Laaaa Bohêêême…, chanté par un pirate ivre, parodiant La Bohème de Charles Aznavour.
- Et ça contiinue amphore et amphore…, chanté par un pirate ivre, parodiant Encore et encore de Francis Cabrel.
- Emmenez-moâââ…, chanté par un pirate ivre, parodiant Emmenez-moi de Charles Aznavour[11].

### Citations latines
- Ex malo bonum (Du mal (peut naître) un bien) : phrase prononcée par le pirate Triple-Patte.
- Omne ignotum pro magnifico (Tout ce qui est inconnu est fascinant) : phrase prononcée par le pirate Triple-Patte.

## Accueil

### Accueil critique
Selon Le Parisien, il s'agit du « meilleur album Astérix depuis le départ d'Albert Uderzo ». Le journaliste Christophe Levent souligne notamment « des trouvailles de scénario mais aussi graphiques à chaque page, un rythme effréné ». Les auteurs Jean-Yves Ferri et Didier Conrad livreraient ainsi l'album « sans doute le plus abouti, cohérent et original depuis leur arrivée ». Dans le même ton, Arnaud Gonzague, pour le site littéraire BibliObs du journal L'Obs, salue un album « savoureux », et « nimbé d'une sorte de mélancolie douce », qui parvient à traiter avec justesse le thème de l'adolescence en évitant justement une représentation « trop archétypale ». C'est également l'avis de Romain Brethes pour Le Point, qui considère que ce nouvel opus « pos[e] brillamment la question de la succession et du conflit entre générations au sein du village gaulois » ; il compare la subtilité du scénario à l'album de Tintin les « Bijoux de la Castafiore, avec un récit en trompe-l'œil qui tourne un peu en rond, et dont les enjeux dramatiques ne sont pas forcément ceux que l'on croit ».
Pour Mathilde Serrell, sur France Culture, La Fille de Vercingétorix s'inscrit dans la vague d'un « féminisme washing » qui, « malgré les meilleures intentions des auteurs », ne cherche pas à bouleverser les structures narratives : en effet, l'héroïsme féminin y serait calqué sur l'héroïsme masculin et l'héroïne, qui « doit forcément être marqué[e] par la vigueur, le refus des attributs de la séduction, et l'expression d'une indépendance farouche », « reste celle qu'on protège et qu'on délivre ».
Selon Quentin Girard du journal Libération, l'album est un « ratage complet dont on ne sait pas trop quoi sauver », considérant qu'il n'y a rien d'original dans cette histoire.

### Ventes
Dix jours avant sa sortie, l'album est numéro un du classement des meilleures ventes dans la catégorie BD sur le site de vente en ligne Amazon. Le tirage total est de 5 millionsd'albums (dont 2 en français et 1,6 en allemand). En quatre jours d'exploitation en France, il atteint la première place du Top 15 BD et du Top 20 Livres avec des ventes s'élevant à 545 000 unités ou 565 000 unités. Fin 2019, il atteint 1 517 000 unités écoulées en France, devenant l'album le plus vendu de l'année. L'opus est resté à ce jour 13 semaines non-consécutives en têtes des ventes de BD (dont 11 à la première place du Top Livres GFK).